# RAM Racing
RAM ist ein ehemaliger britischer Rennstall, der zwischen 1975 und 1985 in verschiedenen Klassen des Motorsports, darunter in der Formel 1, aktiv war. In der Formel 1 nutzte RAM 1982 und 1983 den im Motorsport etablierten Namen March Grand Prix, obwohl keine unmittelbare Verbindung zu dem bekannten Rennwagenhersteller March Engineering bestand. Eine einzelne Meldung erfolgte auch unter dem Namen Brands Hatch Racing.

## Geschichte
Das Unternehmen wurde in den späten 1960er-Jahren von Mike Ralph und John Macdonald gegründet. Ralph und Macdonald waren „Geschäftspartner in der Automobilbranche“. Nebenbei unterhielten sie einen kleinen Rennstall, der anfänglich unter dem Namen Ralph Macdonald Racing firmierte. John Macdonald fuhr zunächst gelegentlich, ab 1972 dann regelmäßig Rennen in der britischen Formel 3. 1974 beendete Macdonald seine aktive Karriere und wechselte ins Teammanagement. In der Saison 1975 trat das Team in der britischen Formel-5000-Meisterschaft an. Danach bediente der Rennstall, der sich nun RAM nannte, regelmäßig die britische Formel-1-Meisterschaft, die zeitweise unter dem Namen Aurora FX Series lief. Diese Kategorie war in den ersten Jahren das hauptsächliche Standbein des Teams. Daneben war RAM schon frühzeitig auch in der Formel-1-Weltmeisterschaft vertreten, zunächst allerdings nur sporadisch bei einzelnen Rennen. Erst ab der Formel-1-Saison 1981 nahm RAM regelmäßig und an allen Rennen teil.
RAM betrieb den Motorsport zunächst nach dem Geschäftsmodell des Kundenteams, d. h., RAM entwickelte und baute keine eigenen Rennwagen, sondern kaufte oder leaste Fahrzeuge von einem renommierten Hersteller (Brabham, March oder Williams). Das galt anfänglich auch für die Formel 1. Ab 1981 verwendete das Team dann Fahrzeuge, die von March Grand Prix exklusiv für RAM hergestellt wurden. Dabei fuhr das Team anfangs unter dem Namen March, auch wenn es mit March Engineering, dem traditionsreichen britischen Rennstall, rechtlich nichts zu tun hatte. Ab 1982 entwickelte und baute RAM eigene Autos; zur gleichen Zeit legte das Team den Namen March ab.
RAM hielt sich bis Ende 1985 in der Formel 1. Für die Formel-1-Saison 1986 fand sich, obwohl bereits ein neues Auto entwickelt worden war, kein Sponsor, sodass sich RAM in die Formel 3000 zurückzog. Noch vor Ende der Saison 1986 musste RAM endgültig schließen.
Ralph Macdonald führte daraufhin das Formel-3000-Team Middlebridge, das einem japanischen Unternehmen gehörte und gut finanziert war. Unter Macdonalds Leistung versuchte Middlebridge 1987 erfolglos, in der Formel-1-Weltmeisterschaft Fuß zu fassen. Später leitete Macdonald das Team Superpower in der Formel 3000.

## Formel 5000
1975 ging die europäische Formel 5000 in ihr siebtes Jahr. Sie hieß in diesem Jahr Shellsport F5000 Championship und wurde nahezu ausschließlich auf britischen Rennstrecken ausgetragen. Ab Mitte des Jahres setzte RAM in dieser Serie bei insgesamt acht von 16 Rennen einen March 75A mit einem 3,4-Liter-Ford-Sechszylinder ein. Das Team war unter dem Namen „Thursday’s RAM“ gemeldet; Fahrer war Alan Jones. Der Einsatz war recht erfolgreich. Jones gewann ein Rennen in Brands Hatch und eines in Silverstone; daneben wurde er zweimal Dritter (Thruxton und Mallory Park). In der folgenden Saison engagierte sich RAM nicht mehr in der Formel 5000.

## Britische Formel 1 – die Aurora-Serie
In den Jahren 1978 und 1979 trat RAM in der britischen Formel-1-Meisterschaft an, die den Namen Aurora FX-Series trug. Hierbei handelte es sich um eine Nachwuchsserie, in der (zumeist) junge Fahrer an ausgedienten Formel-1-Fahrzeugen den Umgang mit Grand-Prix-Fahrzeugen lernen sollten. Die meisten Rennen wurden auf britischen Strecken abgehalten.

### 1978

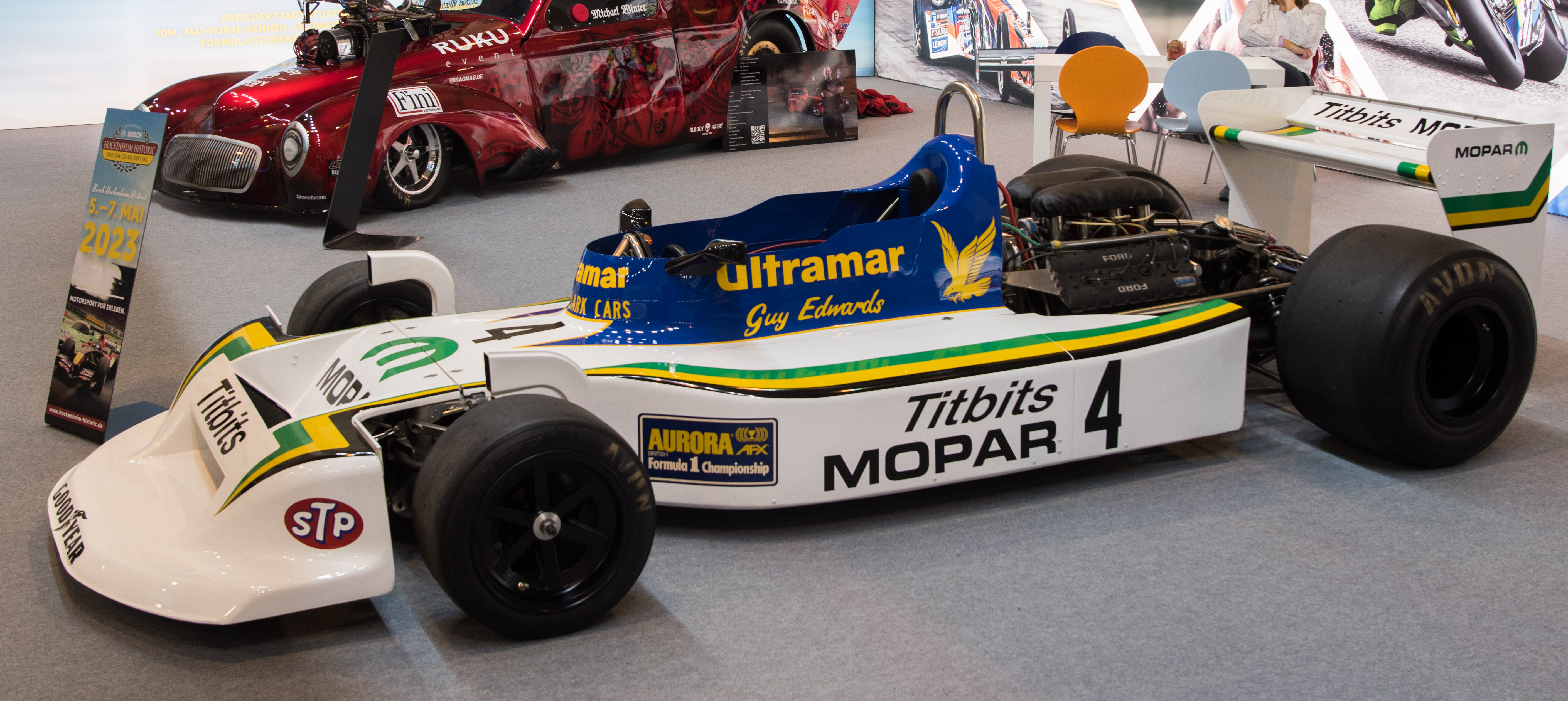
March 781 von Guy Edwards

In der Saison 1978 setzte RAM unter dem Namen Team March einen March 781 ein, ein nach Formel-1-Regeln entworfenes Fahrzeug – im Grunde war es eine Modifikation des March 771 –, das exklusiv für RAM und den Einsatz in der Aurora-Serie gebaut worden war. Regulärer Fahrer des Teams war Guy Edwards, der drei Rennen gewann und die Saison als Gesamtvierter abschloss. Neben ihm traten gelegentlich auch Geoff Lees und Bruce Allison für RAM an.
Ein Versuch, den March 781 zumindest beim Großen Preis von Großbritannien  der Formel-1-Weltmeisterschaft an den Start zu bringen, scheiterte bereits im Vorfeld.

### 1979
In der folgenden Saison setzte RAM zwei Autos in der Aurora-Serie ein. Der March 781 wurde nicht mehr verwendet; stattdessen meldete RAM zwei Fittipaldi F5A für Guy Edwards und den Belgier Bernard de Dryver. Daneben starteten sporadisch auch die Belgier Germaine Garon und Hervé Regout für RAM; beide setzten (erfolglos) einen Chevron B42 ein. In diesem Jahr konnte kein RAM-Fahrer ein Rennen gewinnen. Bernhard de Dryver schloss die Saison mit 42 Meisterschaftspunkten als Vierter ab, Edwards wurde mit 38 Punkten Sechster. Die anderen RAM-Piloten erzielten keine Meisterschaftspunkte.

### 1980
Für die Saison 1980 erwarb RAM zwei 1979er Williams FW07. Mit diesen erfolgversprechenden Wagen, die auch in der Formel-1-Weltmeisterschaft überzeugt hatten, war das Team gut ausgerüstet. Emilio de Villota fuhr acht Siege ein, davon zwischen April und Juli 1980 fünf in Folge. RAM war das dominierende Team des Jahres, und de Villota gewann frühzeitig die Aurora-Meisterschaft für RAM.

## Formel-1-Weltmeisterschaft

### RAM als Kundenteam
RAM begann sein Engagement im Grand-Prix-Sport als reines Kundenteam. Die Einsätze zeugten von einigem Engagement, standen aber unter dem Vorbehalt der Finanzierbarkeit und waren nicht zuletzt deshalb nur sporadischer Natur.

#### 1976
In der Formel-1-Saison 1976 erschien RAM erstmals in der Formel-1-Weltmeisterschaft. RAM war eines von insgesamt zehn Privatteams, die in diesem Jahr zu einzelnen Rennen antraten. Gemessen an dieser Konkurrenz, hatte John Macdonald ein ambitioniertes Programm aufgelegt: Das RAM Racing genannte Team meldete zwei Brabham BT44B, Fahrzeuge, die ab 1974 im Brabham-Werksteam eingesetzt worden waren und inzwischen als technisch überholt angesehen werden mussten. Insgesamt trat RAM zwischen dem Großen Preis von Spanien und dem Großen Preis von Österreich zu sieben europäischen Rennen an.
Das erste Auto wurde in vier Rennen von Loris Kessel gefahren, der sich in drei Fällen qualifizieren konnte und einmal – als Zwölfter beim Großen Preis von Belgien – ins Ziel kam. Beim Großen Preis von Großbritannien fuhr an seiner Stelle Bob Evans, der sich qualifizierte, aber wegen Getriebeschadens ausfiel. Anlässlich des Großen Preises von Deutschland gab es eine rechtliche Auseinandersetzung zwischen Kessel und RAM. Mit einiger Wahrscheinlichkeit ging es um die Zahlung von Sponsorgeldern; sicher ist jedenfalls, dass Kessel auf dem Nürburgring nicht antrat.
Das zweite Auto wurde an zahlreiche zahlende Fahrer vermietet, die zumeist nichts erreichten. Je einmal traten Emilio de Villota, Patrick Nève, der Däne Jac Nelleman (bei seinem einzigen Formel-1-Versuch) und Damien Magee an; nur Nève schaffte die Qualifikation. Während der letzten drei Rennen bewegte Lella Lombardi den zweiten RAM-Brabham; sie schaffte einmal – beim letzten Rennen des Teams in Zeltweg – die Qualifikation und wurde im Rennen Zwölfte.
Danach fehlte RAM das Geld, um bei weiteren Rennen anzutreten.

#### 1977

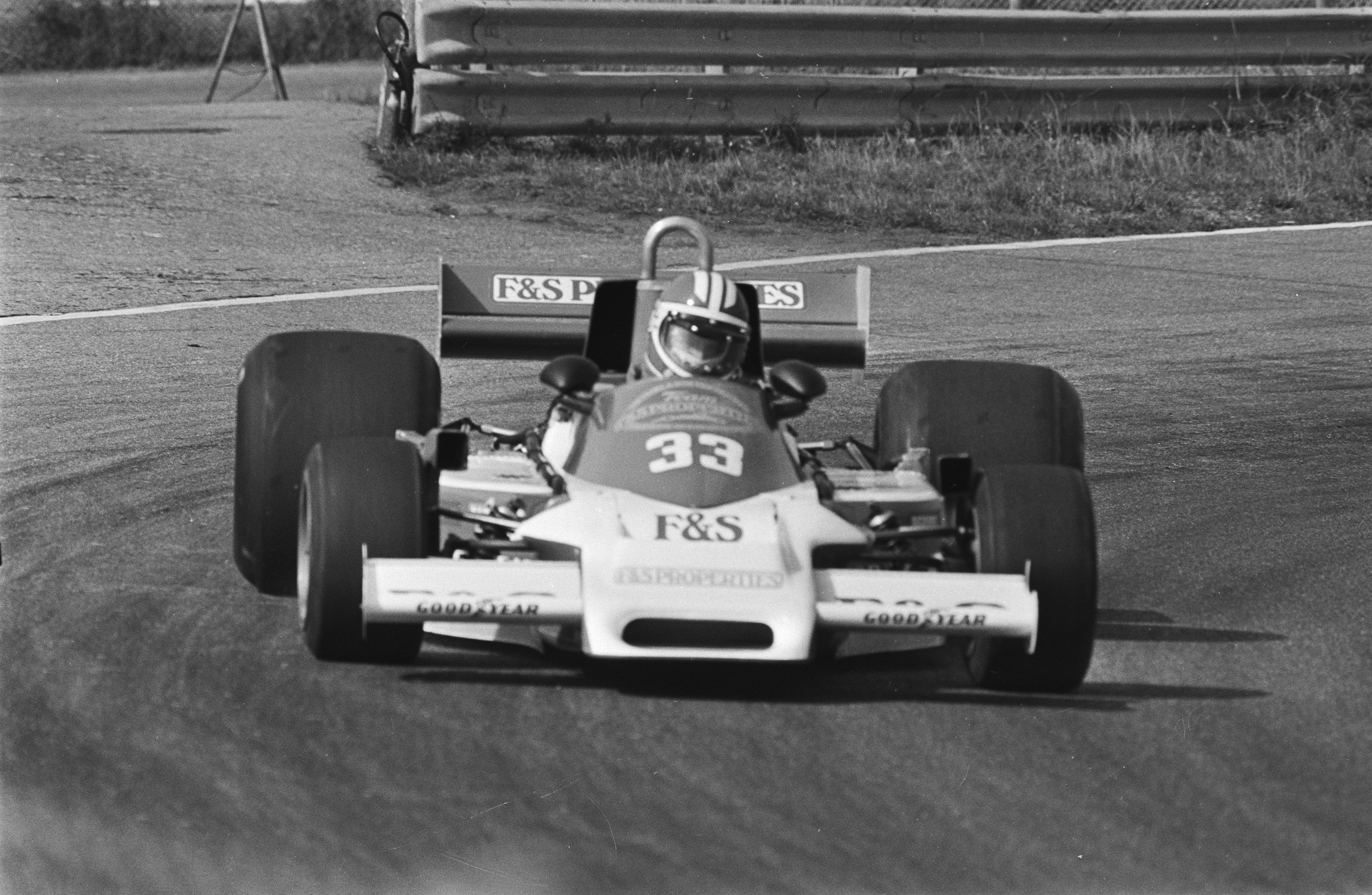
Boy Hayje im March 761 beim Großen Preis der Niederlande 1977

Die zweite Formel-1-Saison als Kundenteam verlief für RAM weniger erfreulich. Wiederum trat das Team zu sieben Weltmeisterschaftsläufen an; abgesehen vom Großen Preis von Südafrika handelte es sich regelmäßig um europäische Rennen. RAM setzte zumeist nur einen Wagen ein; dreimal meldete man ein zweites Auto. Einsatzfahrzeug war ein March 761B, ein Typ, der 1977 bei Privatteams beliebt war und neben RAM auch von Williams, Team Merzario und Chesterfield Racing verwendet wurde. RAM nutzte den 761/3, der im Vorjahr im March-Werksteam von Ronnie Peterson gefahren und insgesamt viermal bei Unfällen beschädigt worden war, sowie gelegentlich den 761/8, den 1976 Vittorio Brambilla für March Engineering eingesetzt hatte.
Anfänglich war der finnische Debütant Mikko Kozarowitzky als Stammfahrer vorgesehen, der bei jedem europäischen Weltmeisterschaftslauf antreten sollte. Kurzfristig setzte sich allerdings der niederländische Rennfahrer Boy Hayje durch, der im Vergleich zu Kozarowitzky wiederum über größere Geldmittel verfügte. Sein Sponsor war F&S Properties.
Hayje konnte sich nur einmal qualifizieren: Beim Großen Preis von Belgien ging er als 27. und Letzter ins Rennen. Als das Rennen abgewinkt wurde, hatte er sieben Runden Rückstand auf den Sieger Gunnar Nilsson (Lotus) und wurde nicht gewertet. Beim Großen Preis von Großbritannien bewegte ausnahmsweise Andy Sutcliffe an Hayjes Stelle den RAM-March; er verpasste allerdings deutlich die Vorqualifikation.
Mikko Kozarowitzky wurde im Laufe des Jahres zweimal für den zweiten March (Chassis 761/8) gemeldet. Bei seinem Debütrennen, dem Großen Preis von Schweden 1977, musste er das Qualifikationstraining bestreiten, ohne den Wagen zuvor getestet zu haben: Teamchef John Macdonald hatte vorherige Testfahrten aus finanziellen Gründen sowie aus Furcht vor etwaigen Beschädigungen durch den unerfahrenen Kozarowitzky abgelehnt. Im Zeittraining von Anderstorp legte Kozarowitzky die langsamste Rundenzeit zurück. Seine beste Zeit lag 5,5 Sekunden über der Polezeit von Mario Andretti (Lotus) und 2,6 Sekunden über der für eine Qualifikation notwendigen Zeit. Sein Teamkollege Hayje war zwei Sekunden schneller. Kozarowitzkys zweite Meldung erfolgte zum Großen Preis von Großbritannien. Im Zeittraining kam Kozarowitzky bei dem Versuch, in seiner ersten schnellen Runde eine Kollision mit dem langsam fahrenden Hesketh von Rupert Keegan zu vermeiden, von der Strecke ab und prallte in die Seitenbegrenzung. Kozarowitzky brach sich bei dem Aufprall das Handgelenk. John Macdonald ließ Kozarowitzky ungeachtet dessen das Training in Sutcliffes March fortsetzen. Seine Rundenzeit lag mehr als 13 Sekunden über der Polezeit von James Hunt; zur Qualifikation fehlten Kozarowitzky elf Sekunden. Die meisten Beobachter sahen in den geringen Qualitäten des March 761 oder der angeblich unprofessionellen Organisation des RAM-Teams die Schuld für das Scheitern; andere zweifelten an den fahrerischen Fähigkeiten Kozarowitzkys.
Beim Großen Preis der Niederlande schließlich fuhr der Niederländer Michael Bleekemolen den zweiten RAM-March; auch er konnte sich nicht qualifizieren.
Zum Großen Preis von Italien und den nachfolgenden Rennen trat RAM nicht mehr an. RAM beteiligte sich weder an der Formel-1-Saison 1978 noch an der Formel-1-Saison 1979. In beiden Jahren engagierte sich das Team auf nationaler Ebene in der britischen Formel-1-Weltmeisterschaft. Zwar gab es Überlegungen, den March 781 beim Großen Preis von Großbritannien 1978 an den Start zu bringen, daraus wurde jedoch aus finanziellen Gründen nichts.

#### 1980
Nach knapp dreijähriger Unterbrechung kehrte RAM in der zweiten Hälfte des Jahres 1980 als eines der letzten Kundenteams in die Formel-1-Weltmeisterschaft zurück. Der Rennstall nannte sich RAM/Penthouse Rizla Racing und setzte zumeist einen, gelegentlich auch zwei Williams FW07B ein. Damit war das Team gut ausgerüstet. Der FW07B war das Auto, mit dem Alan Jones 1980 Weltmeister werden sollte. Im Fall von RAM ist allerdings zu sagen, dass das Team keine neu aufgebauten Autos erhielt, sondern ausgiebig gebrauchte Vorjahresmodelle, die zunächst von RAM in der Aurora-Serie eingesetzt und nachträglich zum B-Typ umgebaut worden waren.
RAM trat wiederum zu sieben Weltmeisterschaftsläufen an. Regelmäßiger Fahrer war Rupert Keegan, der in bemerkenswerter Konstanz die Qualifikation abwechselnd schaffte und verpasste. Wenn er sich qualifizierte, dann ergaben sich regelmäßig auch Zielankünfte; technische Defekte gab es nicht. Schon bei seinem ersten Einsatz für RAM qualifizierte sich Keegan für Startplatz 17 und ging damit vor den beiden (in diesem Jahr allerdings problematischen) Ferrari ins Rennen. Bester Startplatz war die Position 15 beim Großen Preis der USA; hier erreichte Keegan mit der neuntbesten Zeit auch das beste Rennergebnis für RAM in diesem Jahr.
Bei den beiden Überseerennen zum Saisonende meldete RAM einen zweiten Williams FW07B, der mit finanzieller Unterstützung von Theodore Racing – jenem Unternehmen, das kurz zuvor Shadow übernommen hatte und ab 1981 unter eigenem Namen in der Formel 1 antreten sollte – an den Start gebracht wurde. Das zweite Auto erschien mit bunter Lackierung unter dem Namen RAM/Theodore/Rainbow Jeans und wurde einmal (in Kanada) von Kevin Cogan und ein weiteres Mal von Geoff Lees (in den USA) gefahren. Beide Piloten konnten sich nicht qualifizieren.
Beim Großen Preis von Großbritannien meldete RAM zusätzlich ein Auto für die südafrikanische Rennfahrerin Desiré Wilson. Die Meldung erfolgte unter dem Namen Brands Hatch Racing. Wilson verpasste bei ihrem ersten Formel-1-Einsatz in Brands Hatch die Qualifikation. Ihr Scheitern wird vielfach einem nicht mangelfrei vorbereiteten Einsatzauto zugeschrieben.

### RAM als Werksteam
Ab 1981 nahm RAM regelmäßig mit einem eigenen Auto an der Formel-1-Weltmeisterschaft teil. In den ersten Jahren waren die Autos keine Eigenkonstruktionen, sondern wurden von March entwickelt. Da sich das Team bis 1982 unter dem Namen March zu den Meisterschaftsläufen meldete, entstand der Eindruck, es handele sich dabei um eine Fortsetzung des Ende 1977 eingestellten werksseitigen Formel-1-Engagements von March Engineering. Das traf allerdings nicht zu. Tatsächlich war RAM in den letzten Monaten des Jahres ein Joint Venture mit einem Unternehmen namens March Grand Prix eingegangen. Dieser Betrieb hatte rechtlich nichts mit jenem Rennwagenhersteller namens March Engineering zu tun, der seit 1969 Rennwagen für alle möglichen Motorsport-Klassen lieferte und von 1970 bis 1977 ein eigenes Formel-1-Werksteam unterhalten hatte. March Grand Prix war vielmehr ein rechtlich selbständiges Unternehmen, das von Robin Herd – einem der Initiatoren von March Engineering – allein mit dem Zweck gegründet worden war, Formel-1-Autos für RAM zu entwickeln. Ein Technologie-Transfer mit March Engineering, wo noch immer Formel-2-Wagen hergestellt wurden, fand nicht statt. Der Aufbau der Autos fand schließlich bei March Engines statt, einem weiteren selbständigen Unternehmen, das ebenfalls Robin Herd gehörte. Ab 1982, als sich RAM und March getrennt hatten, übernahm RAM die Räumlichkeiten von March Engines.

#### 1981

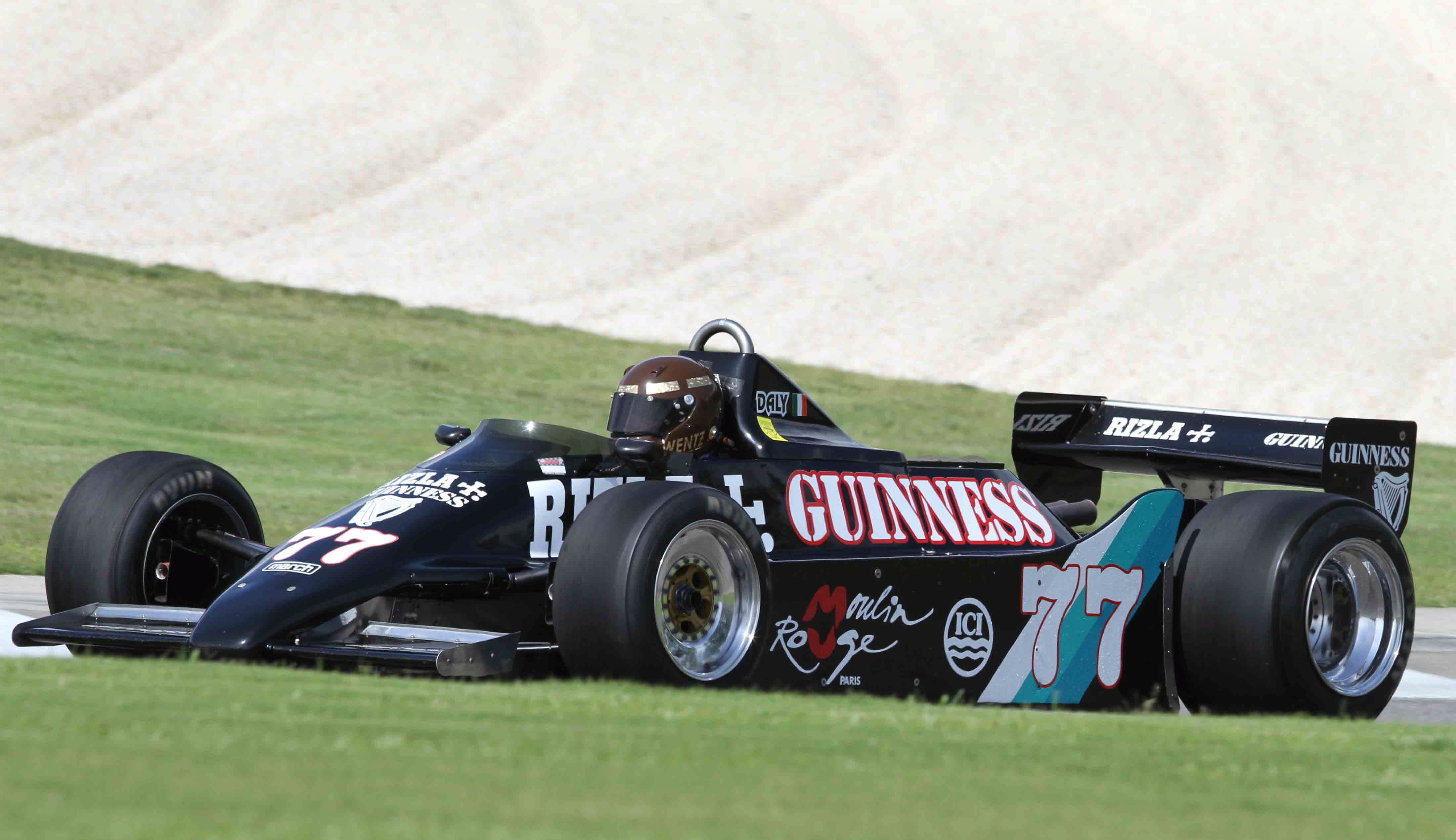
March 811 RM von 1981

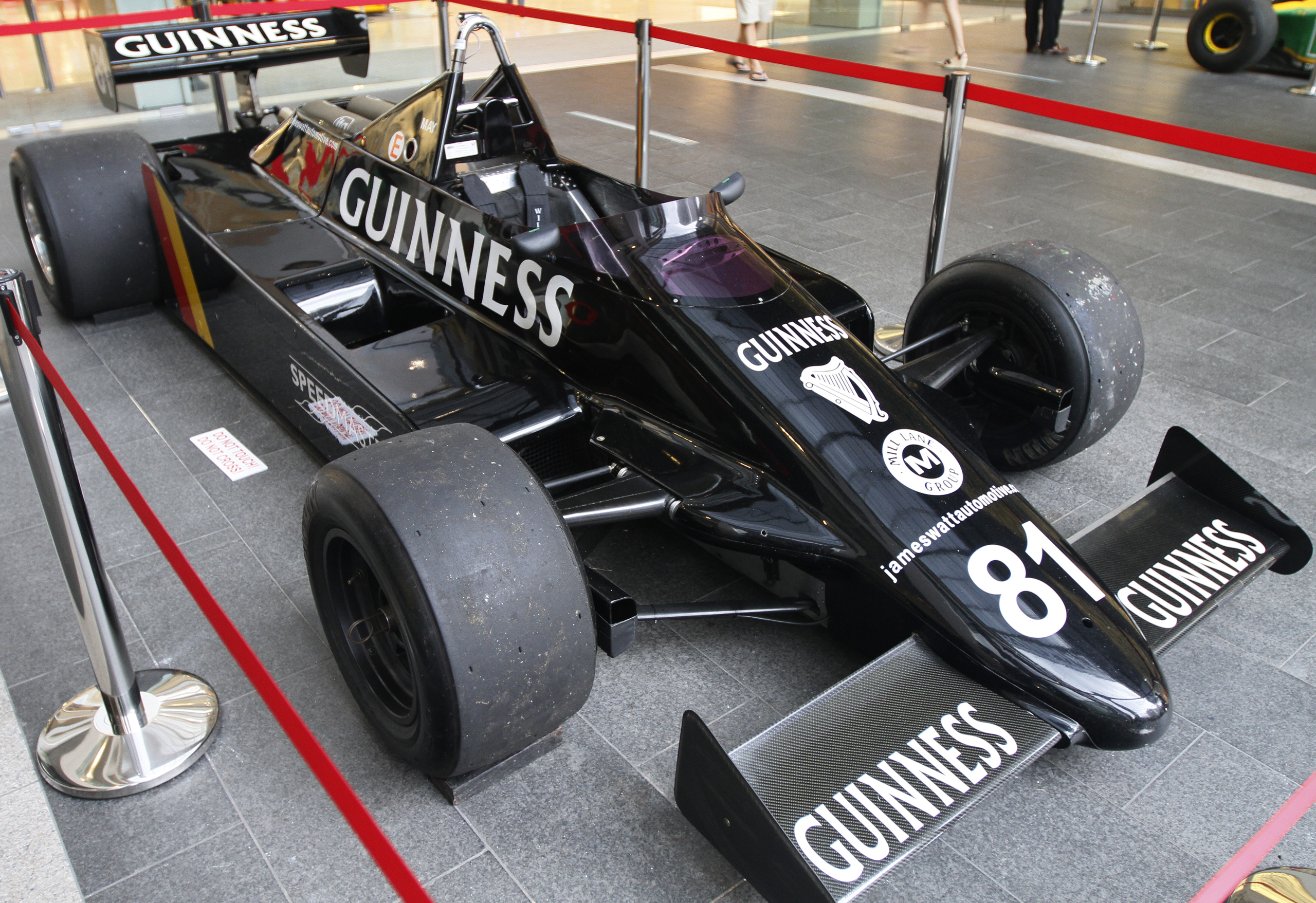
March 811 RM

In der Formel-1-Saison 1981 erschien RAM unter dem Namen March Grand Prix Team mit dem Modell 811 RM. Es handelte sich um eine Konstruktion von Robin Herd, die sich stark an dem erfolgreichen Williams FW07 orientierte; einige britische Quellen berichten, dass Herd den FW07B, den RAM in der Saison 1980 eingesetzt hatte, eingehend in Augenschein genommen hatte. Als Antrieb diente der seinerzeit noch allgegenwärtige Cosworth DFV-Motor.
Der 811 war in seiner ersten Version kein großer Wurf. Er war sehr übergewichtig und schwer zu handhaben. Das führte dazu, dass in den ersten drei Rennen keinem RAM-Piloten die Qualifikation gelang. Die Wagen waren zunächst sogar langsamer als die phlegmatischen Osella-Fahrzeuge.
Als Fahrer waren zunächst Derek Daly und Eliseo Salazar verpflichtet worden. Sie hatten ersichtlich Schwierigkeiten mit dem 811. Erst beim vierten Rennen, dem Großen Preis von San Marino, schaffte Salazar die erste Qualifikation des Teams. Im Rennen schied er nach 38 Runden wegen sinkenden Öldrucks aus. In Belgien und Monaco scheiterten beide Fahrer wieder an der Qualifikation bzw. an der Vorqualifikation. Danach verließ Eliseo Salazar, spürbar enttäuscht, das Team, heuerte beim Konkurrenten Ensign an und nahm seinen Sponsor gleich mit. RAM setzte das Jahr mit nur mit Daly fort.
In der Folgezeit wurde der 811 zunächst von Gordon Coppuck und danach – in größerem Maße – von Adrian Reynard überarbeitet. Die Maßnahmen zur Gewichtsreduzierung führten dazu, dass der Wagen schneller wurde; allerdings nahm auch die Verwindungsneigung zu, sodass sich das Handling nicht verbesserte. Immerhin waren nunmehr regelmäßige Qualifikationen möglich; das beste Ergebnis erzielte Daly beim Großen Preis von Großbritannien, wo er als 17. ins Rennen ging und letztlich als Siebenter die Zielflagge sah. Daneben gab es noch drei weitere Zielankünfte.
Der March 811 war Grundlage für den March 81C, den March Engineering für die IndyCar Serie konzipierte und der dort – anders als das Basismodell in der Formel 1 – mit beachtlichem Erfolg lief.

#### 1982

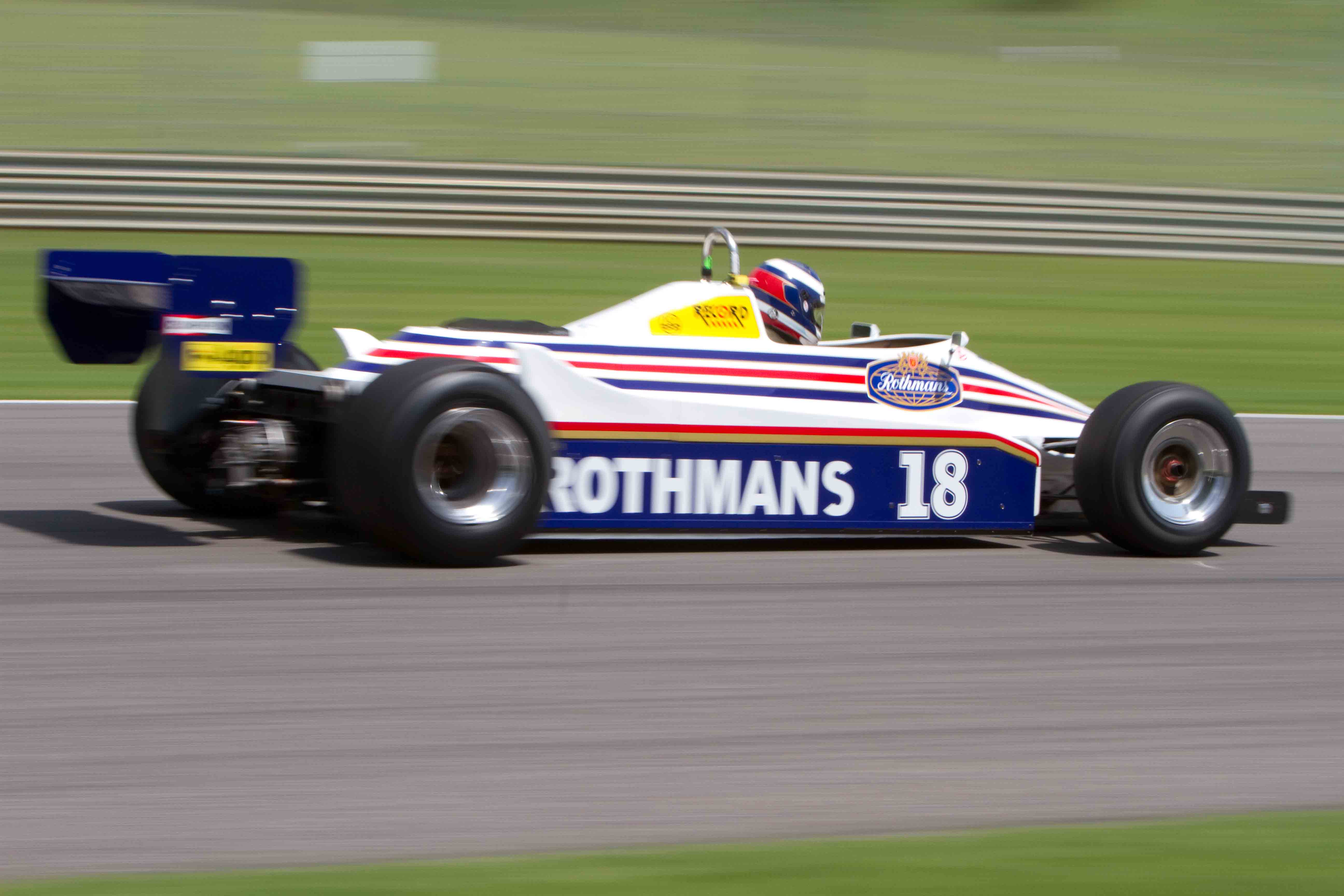
March 821 von 1982

Zum Ende der Saison 1981 löste RAM seine Verbindung mit March Grand Prix. Zwar behielt man den Namen March noch zwei weitere Jahre bei, die technische Entwicklung der Wagen und auch der Aufbau erfolgte indes schon ab Beginn der Formel-1-Saison 1982 eigenverantwortlich bei RAM. Chefingenieur war Adrian Reynard, der den 1981er Entwurf zum Modell 821 weiterentwickelte. Das Auto wurde allgemein als leistungsfähig beschrieben, auch wenn es kein Überflieger war. Der ehemalige Rennfahrer Guy Edwards, der inzwischen ebenfalls zum Management des Rennstalls gehörte und als Sponsor-Scout fungierte, konnte die Zigarettenmarke Rothmans als Sponsor gewinnen. Damit war zunächst ein finanzielles Polster gefunden, das Aussicht auf eine gesunde technische Entwicklung zuließ.
Probleme gab es zunächst hinsichtlich der Reifenwahl. RAM begann die Saison mit Pirelli-Gummis, die anfänglich schwache Leistungen zeigten. Nach fünf Rennen wechselte RAM zu Avon, die sich allerdings als defektanfällig erwiesen. Im Laufe der Saison gab Avon seinen Rückzug aus der Formel 1 bekannt. John Macdonald kaufte daraufhin den gesamten Restbestand an Avon-Reifen auf; allerdings gab es keine Entwicklungsarbeit mehr, sodass die britischen Reifen bald hinter die Konkurrenzprodukte zurückfielen. Für die letzten beiden Rennen des Jahres zog RAM schließlich Michelin-Reifen auf. Diese Inkonsistenz beeinträchtigte die Leistungen Teams erheblich. Als Mitte der Saison noch immer keine vorzeigbaren Ergebnisse erreicht waren, zog sich der Sponsor Rothmans zurück. Hierfür werden unterschiedliche Gründe genannt. John Macdonald war rückblickend der Ansicht, dass die Rothmans-Manager zu schnell gute Ergebnisse sehen wollten: „Sie gaben uns Geld und erwarteten, dass wir danach innerhalb weniger Wochen an der Spitze des Feldes fahren würden - 'money pays it'“. Jochen Mass dagegen sah den Fehler an anderer Stelle: „Die Jungs von March haben das Geld von Rothmans genommen und damit nur ihre Schulden aus den Vorjahren beglichen“.
Als Fahrer wurden Jochen Mass und Raul Boesel verpflichtet. Beide konnten nur schwache Leistungen bringen. Mass fuhr insgesamt zehn Rennen für RAM. Abgesehen vom Großen Preis von Monaco gelang ihm regelmäßig die Qualifikation; allerdings kam er nie über das letzte Drittel des Starterfeldes hinaus. Üblicherweise sah Mass auch das Ziel; sein bestes Ergebnis war ein siebenter Platz beim Großen Preis der USA in Detroit. Daneben gab es zwei achte Plätze sowie je einen zehnten, einen elften und einen zwölften Platz. Das tragischste Rennen des Jahres war der Große Preis von Belgien, wo Mass an dem tödlichen Unfall von Gilles Villeneuve beteiligt war. Ein paar Wochen später, beim Großen Preis von Frankreich, hatte Mass selbst einen schweren Unfall. Er kollidierte mit Mauro Baldi im Alfa Romeo. Sein Auto überschlug sich, landete auf dem Kopf und fing Feuer. Mass kam mit geringen Verletzungen davon, Baldi blieb gänzlich unverletzt. Nach diesem Unfall entschied sich Mass jedoch dafür, unverzüglich seine aktive Formel-1-Karriere zu beenden. An seine Stelle bei RAM trat bis zum Saisonende Rupert Keegan, der in fünf Anläufen drei Qualifikationen erreichte, denen zwei Nichtqualifikationen gegenüberstanden. Keegan kam nur einmal ins Ziel; beim Großen Preis der USA in Las Vegas wurde er unscheinbarer Zwölfter.
Raul Boesel, der zweite RAM-Pilot, verpasste in 16 Anläufen fünfmal die Qualifikation. Es gab vier Zielankünfte; die beste war ein achter Platz bei dem tragischen Großen Preis von Belgien in Zolder.
Für fünf Rennen erschien ein dritter March 821 in der Formel 1. Dieser Wagen hatte nichts mit RAM zu tun. Er wurde als Kundenauto von Onyx für den zahlenden Fahrer Emilio de Villota eingesetzt. Der Spanier konnte sich bei keinem Anlauf qualifizieren. Er war der letzte Privatfahrer in der Formel 1; zugleich waren seine Einsätze die ersten Formel-1-Versuche des etablierten Formel-2-Rennstalls Onyx, der in der Saison 1989 sein eigenes Formel-1-Projekt auf die Beine stellen sollte.

#### 1983

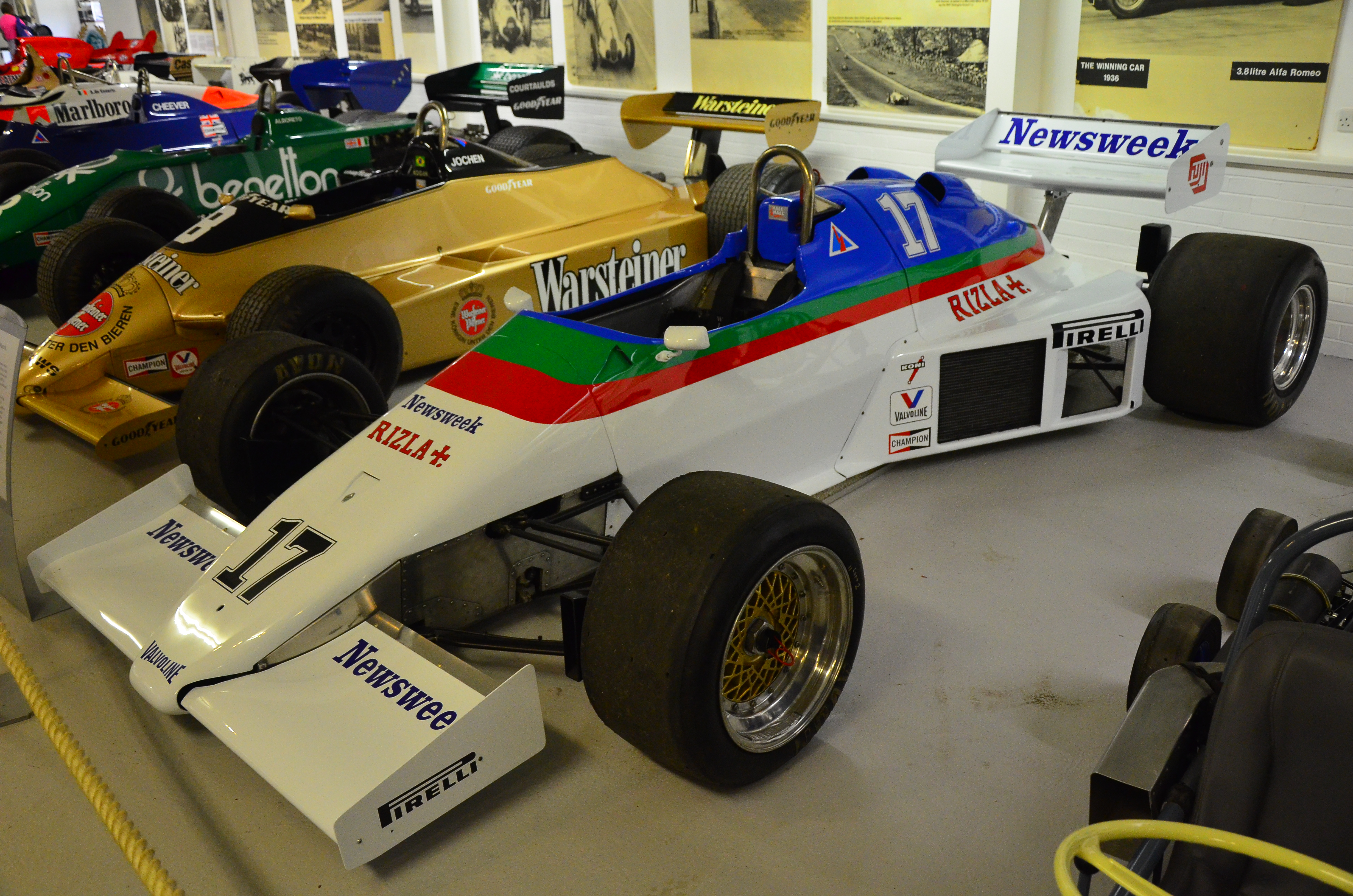
RAM 01

Die Formel-1-Saison 1983 bestritt RAM ganz überwiegend mit nur einem Auto. Das Team nannte sich RAM Automotive Team March, der Wagen erhielt die Bezeichnung RAM 01. Es handelte sich um eine neue Konstruktion von Dave Kelly, die kaum noch Bezüge zu den March-Konstruktionen der Vorjahre aufwies. Er war ein typisches Flachboden-Auto der ersten Generation mit kurzen, schmalen Seitenkästen und einem großzügig dimensionierten Heckflügel, der dem schwachbrüstigen Cosworth DFV-Motor zu viel Luftwiderstand entgegenstemmte.
Die Saison verlief desaströs. Insgesamt sollte RAM in der Formel-1-Saison 1983 nur bei drei Rennen an den Start gehen. Eliseo Salazar, der ins Team zurückgekommen war, bewegte den RAM in den ersten sechs Rennen des Jahres. Nur in den beiden ersten Anläufen konnte er sich – jeweils für die letzte Startreihe – qualifizieren; ins Ziel kam er nur beim Auftaktrennen, dem Großen Preis von Brasilien. Hier wurde Salazar 15. mit vier Runden Rückstand.
Vor dem Großen Preis von Monaco fand eine Testfahrt der besonderen Art statt. Die britische Zeitschrift auto sport berichtete in einer Ausgabe aus dem April 1983, dass John Macdonald Nelson Piquet, seinerzeit bei Brabham aktiv, um einen Test in dem RAM01 gebeten hatte, um „zu sehen, ob etwas Grundlegendes falsch war an unserem Auto“. Brabham-Eigner Bernie Ecclestone erlaubte den Test, und Piquet fuhr mit dem RAM einige „dezente Zeiten“ auf der Piste von Le Castellet. Anschließend ließ Piquet verlautbaren, der RAM sei im Grunde in Ordnung; mit etwas mehr Entwicklungs- und Abstimmungsarbeit ließe sich einiges erreichen. John Macdonald nahm dies dankbar auf, allerdings fehlte in den folgenden Monaten das erforderliche Geld, sodass die mangelnde Konkurrenzfähigkeit des Autos nicht grundlegend beseitigt werden konnte.
Nach dem Großen Preis von Belgien, wo Salazar mit 14 Sekunden Rückstand Letzter der Qualifikation geworden war und nicht einmal die schwächlichen Osella hatte überholen können, trennte sich das Team von seinem bisherigen Piloten. Das anschließende Rennen in Detroit ließ RAM aus, um den Wagen (geringfügig) zu überarbeiten. Beim Großen Preis von Kanada erschien RAM mit Jacques Villeneuve senior am Steuer, dem Bruder des ein Jahr zuvor verstorbenen Gilles Villeneuve und Onkel des späteren Formel-1-Weltmeisters Jacques Villeneuve. Villeneuve qualifizierte sich nicht. Bei den restlichen Rennen des Jahres fuhr Kenny Acheson den RAM 01. Er begann sein Engagement bei RAM mit sechs Nichtqualifikationen in Folge. Erst beim letzten Rennen, dem Großen Preis von Südafrika, qualifizierte er sich als 24. Im Rennen wurde er Zwölfter mit sechs Runden Rückstand auf den Sieger, Riccardo Patrese im Brabham-BMW.
Zum Großen Preis von Frankreich setzte RAM einmalig ein zweites Auto ein. Es wurde für Jean-Louis Schlesser gemeldet, der die Qualifikation um 1,5 Sekunden verpasste.

#### 1984
Für die nächste Formel-1-Saison rüstete RAM spürbar auf. Ermöglicht wurde dies durch das amerikanische Tabakunternehmen Skoal Bandit, das, vermittelt durch Guy Edwards, Hauptsponsor wurde und RAM mit erheblichen Beträgen finanziell unterstützte.
Mit diesen Mitteln gelang es RAM, in die (immer größer werdende) Liga der Turbo-Teams aufzurücken. John Macdonald erwarb einige Vierzylinder-Turbomotoren von Brian Hart, die bereits bei Toleman und Spirit eingesetzt wurden. Dave Kelly überarbeitete daraufhin das Auto; das neue Modell, der RAM02, war ein massives Fahrzeug, das mit langen, stark modellierten Seitenkästen auffiel.
Als Fahrer wurden Philippe Alliot und Jonathan Palmer verpflichtet. Alliot erhielt den neuen RAM 02 von Beginn an, Palmer musste dagegen in den ersten beiden Rennen des Jahres einen RAM 01 einsetzen, der kurzfristig mit einem Hart-Motor ausgestattet worden war und ersichtlich ein Provisorium war.
Insgesamt brachte die Kombination aus RAM-Chassis und Hart-Motor keine Verbesserung. Die beiden Piloten konnten sich zwar überwiegend qualifizieren – im ganzen Jahr gab es nur drei Nichtqualifikationen –, über den 21. Startplatz kamen die nun weiß-grün lackierten Autos allerdings nicht hinaus; zumeist fanden sich die Piloten in den letzten beiden Startreihen wieder. Es gab neun Zielankünfte, die meisten davon von Palmer. Sein achter Platz beim Großen Preis von Brasilien war das beste Resultat des Jahres. Bezeichnend ist, dass Palmer dieses Ergebnis mit dem alten, letztjährigen RAM 01 erreichte.
Zum Großen Preis von Kanada wurde Jonathan Palmer einmalig durch Mike Thackwell ersetzt. Dadurch verbesserten sich die Resultate nicht.

#### 1985

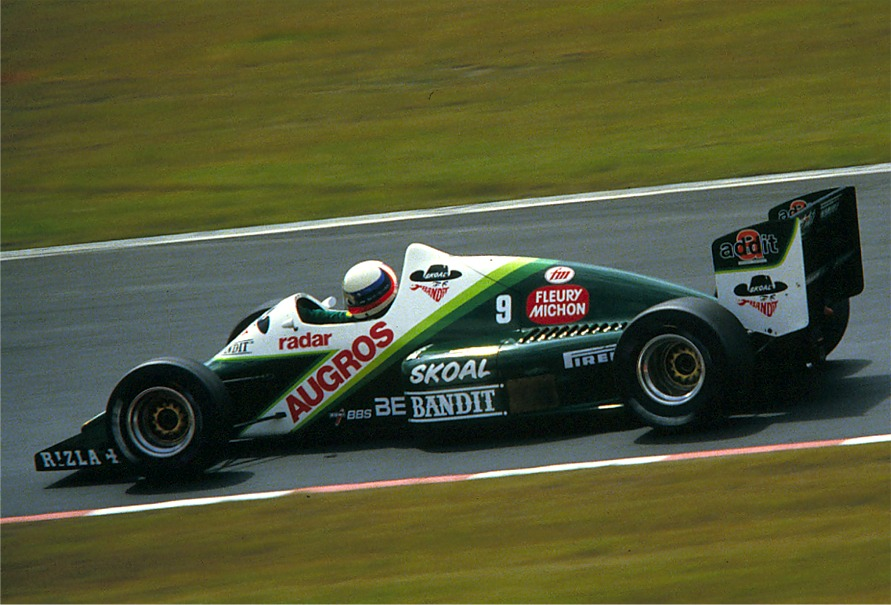
Manfred Winkelhock im RAM03 beim Großen Preis von Deutschland 1985

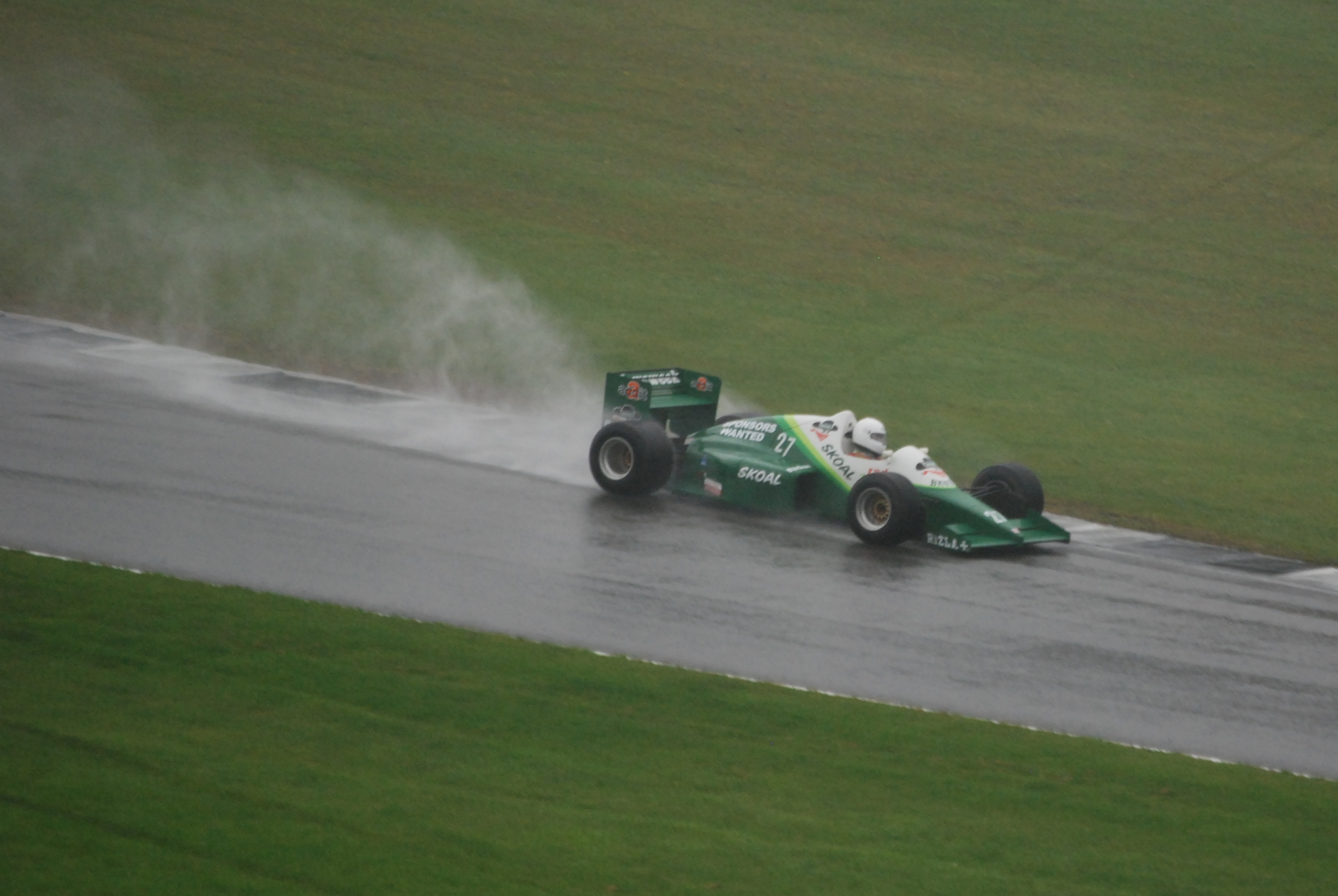
RAM 03

John Macdonald erkannte, dass die mittelmäßigen Chassis-Konstruktionen ein wesentlicher Grund für die unglücklichen Leistungen seines Teams waren. Für 1985 verpflichtete er daraufhin den Ingenieur Gustav Brunner. Der Österreicher entwarf in kürzester Zeit ein völlig neues Auto, den RAM 03. Dieser Wagen war in vielen Details eine Weiterentwicklung des ATS D7, den Brunner 1984 für das deutsche Team entworfen hatte und der einige unkonventionelle Lösungen aufwies. Das Monocoque war eine leichte Einheit, die – wie beim ATS – zugleich als Karosserie diente. Die Karosserie wies am Heck eine flaschenhalsförmige Verjüngung auf, die erstmals 1983 bei McLaren zu sehen und seitdem beliebt war. Motorseitig blieb es bei Hart-Triebwerken, die nunmehr bis zu 740 PS leisten sollten. Philippe Alliot blieb dem Team erhalten. An die Stelle des zu Zakspeed gewechselten Palmer trat zunächst Manfred Winkelhock; nach seinem tödlichen Unfall im September 1985 holte RAM Kenny Acheson für einige Rennen des Jahres zurück.
Ungeachtet der Änderungen verlief auch die Saison 1985 nicht erfolgreich für RAM. Alliot und Winkelhock kamen im Qualifying nur selten über die letzten drei Startreihen hinaus; Höhepunkt war Winkelhocks 14. Startplatz beim Großen Preis von Kanada, Tiefpunkt die Nichtqualifikation beider RAM in Monaco.
Wesentliches Problem war die Unzuverlässigkeit des Autos bzw. des Motors, die regelmäßige Zielankünfte verhinderte. Insgesamt konnte RAM in der Saison 1985 nur drei Zielankünfte verzeichnen, zwei davon gleich beim Auftaktrennen in Brasilien. Bei den sonstigen Veranstaltungen platzten nahezu regelmäßig die Motoren, und zwar sowohl im Training als auch bei den Rennen. Grund hierfür war der Umstand, dass Brian Hart infolge deutlicher Leistungssteigerungen der Konkurrenz gezwungen war, den Ladedruck immer weiter zu erhöhen – teilweise, ohne dies vorher auf dem Prüfstand getestet zu haben. Die letzte Zielankunft eines RAM gab es beim Großen Preis von Frankreich, wo Winkelhock 12. wurde.
Kenny Acheson, der Winkelhock bei den Großen Preisen von Österreich, den Niederlanden und Italien ersetzte, erreichte keine Zielankunft.
Für die letzten beiden europäischen Rennen, die Großen Preise von Belgien und Europa, meldete RAM nur noch Alliots Auto. Es herrschte spürbarer Motorenmangel, und die Teamleitung wollte wenigstens einem Fahrer eine hinreichende Zahl an Motoren zur Verfügung stellen. An den letzten beiden Saisonrennen in Südafrika und Australien nahm RAM dann gar nicht mehr teil: Das Budget war bereits im Oktober 1985 aufgebraucht.

### Versuche der Wiederbelebung

#### 1986
Unabhängig von dem frühzeitigen Ende der Formel-1-Saison 1985 versuchte John Macdonald, für 1986 wieder an den Start zu gehen. Viele Ausrüstungsgegenstände mussten verkauft werden. Augenscheinlich interessierte sich die Schwedin Cecilia Ekström für die ausgedienten RAM 03; einigen Schweizer Presseberichten zufolge wollte sie die alten Chassis für ihr eigenes, nach wie vor mysteriöses Formel-1-Projekt Ekström Racing verwenden. Daraus wurde allerdings nichts. Viele RAM-Mitarbeiter verließen das Team, darunter auch Gustav Brunner, der zur Scuderia Ferrari wechselte. Zuvor hatte Brunner allerdings noch die Entwicklungsarbeiten an einem neuen RAM-Chassis für die Formel 1 abgeschlossen. Der RAM 04 wurde in der Form, wie Brunner sie erdacht hatte, letztlich nicht gebaut.
RAM nahm im Februar 1986 demonstrativ an den offiziellen Testfahrten der Formel 1 in Rio de Janeiro teil. Das Auto war ein geringfügig modifizierter RAM 03, als Antrieb diente nach wie vor ein Hart-Turbomotor. Fahrer war Mike Thackwell, der sich um die Unterstützung australischer Sponsoren bemühte. Das Gebotene überzeugte die Sponsoren allerdings nicht, sodass letztlich kein Start in die neue Formel-1-Saison möglich war.
In den folgenden Monaten versuchten John Macdonald und Guy Edwards, den Rennbetrieb durch eine Teilnahme an der Formel-3000-Meisterschaft aufrechtzuerhalten.
Im Juni 1986 wurde der Rennstall schließlich von australischen Geschäftsleuten übernommen, die ihn zum Großen Preis von Australien 1986 unter dem Namen Black Swan Racing wieder aufleben lassen wollten; das bekunden jedenfalls Notizen in britischen Fachzeitschriften. Auch daraus wurde letztlich nichts.

#### 1987
In der Formel-1-Saison 1987 gab es einen weiteren Versuch von John Macdonald, in die Formel 1 zurückzukehren. Der Anlauf hatte nicht unmittelbar etwas mit RAM zu tun, hatte aber mit John Macdonald und Guy Edwards noch immer die gleichen Hintermänner. Macdonald leitete zu dieser Zeit das Formel-3000-Team des japanischen Unternehmens Middlebridge. Nach Plänen, die maßgeblich auf John Macdonald zurückzuführen waren, sollte ein gebrauchter Wagen von Benetton mit einem BMW-Motor mit Geld von Middlebridge unter dem Namen Middlebridge-Trussardi bei einigen Rennen eingesetzt werden. Das Projekt reifte bis zu einer offiziellen Pressevorstellung im Spätsommer 1987. Das Reglement untersagte allerdings die Verwendung von Fremdkonstruktionen – wenige Jahre zuvor war dies bei Osella, wo 1984 ein ausgedienter Alfa-Romeo-Rennwagen verwendet wurde, und bei AGS kein Problem gewesen –, sodass das Projekt letzten Endes scheiterte.

## Formel 3000
Nachdem der Wiedereinstieg in die Formel 1 1986 gescheitert war, meldete sich RAM für die Formel 3000-Meisterschaft des Jahres 1986. Als Fahrzeug wurde ein RAM 04 gemeldet. Dabei handelte es sich allerdings nicht um für 1986 von Gustav Brunner erarbeitete Neukonstruktion, sondern um einen geringfügig umgebauten RAM 03, der einen Cosworth DFV-Motor trug. In einer Saison, die vornehmlich von March- und Lola-Fahrzeugen geprägt war, war der RAM gewissermaßen ein Exot; selbst konstruierte Autos gab es sonst nur noch von Minardi und AGS.
Beim ersten Rennen der Saison fuhr der Brite James Weaver den RAM, konnte sich aber nicht qualifizieren. Dann übernahm Eliseo Salazar das Auto. In sechs Anläufen konnte er sich dreimal qualifizieren. Zweimal kam er ins Ziel, die beste Position war ein 21. Platz beim Rennen in Belgien. Nach dem Gran Premio Mediterraneo in Enna auf Sizilien schloss RAM endgültig die Tore. Salazar wechselte ins Lola-Werksteam.